# Omerville
Omerville és un municipi francès, situat al departament de Val-d'Oise i a la regió d'Illa de França. L'any 2007 tenia 300 habitants.
Forma part del cantó de Vauréal, del districte de Pontoise i de la Comunitat de comunes Vexin-Val de Seine.

## Demografia

### Població
El 2007 la població de fet d'Omerville era de 300 persones. Hi havia 104 famílies, de les quals 28 eren unipersonals (16 homes vivint sols i 12 dones vivint soles), 20 parelles sense fills, 52 parelles amb fills i 4 famílies monoparentals amb fills.
La població ha evolucionat segons el següent gràfic:
Habitants censats

### Habitatges
El 2007 hi havia 153 habitatges, 112 eren l'habitatge principal de la família, 32 eren segones residències i 9 estaven desocupats. Tots els 153 habitatges eren cases. Dels 112 habitatges principals, 94 estaven ocupats pels seus propietaris, 11 estaven llogats i ocupats pels llogaters i 7 estaven cedits a títol gratuït; 6 tenien dues cambres, 16 en tenien tres, 33 en tenien quatre i 57 en tenien cinc o més. 72 habitatges disposaven pel capbaix d'una plaça de pàrquing. A 40 habitatges hi havia un automòbil i a 62 n'hi havia dos o més.

### Piràmide de població
La piràmide de població per edats i sexe el 2009 era:
| Homes | Edats   | Dones |
| ----- | ------- | ----- |
| 0     | 95 o +  | 0     |
| 0     | 90 a 94 | 0     |
| 0     | 85 a 89 | 8     |
| 8     | 80 a 84 | 0     |
| 0     | 75 a 79 | 0     |
| 0     | 70 a 74 | 0     |
| 16    | 65 a 69 | 0     |
| 16    | 60 a 64 | 8     |
| 12    | 55 a 59 | 12    |
| 12    | 50 a 54 | 28    |
| 4     | 45 a 49 | 0     |
| 12    | 40 a 44 | 12    |
| 12    | 35 a 39 | 8     |
| 24    | 30 a 34 | 20    |
| 8     | 25 a 29 | 4     |
| 12    | 20 a 24 | 12    |
| 4     | 15 a 19 | 8     |
| 24    | 10 a 14 | 16    |
| 12    | 5 a 9   | 12    |
| 12    | 0 a 4   | 12    |

## Economia
El 2007 la població en edat de treballar era de 201 persones, 135 eren actives i 66 eren inactives. De les 135 persones actives 126 estaven ocupades (70 homes i 56 dones) i 9 estaven aturades (4 homes i 5 dones). De les 66 persones inactives 20 estaven jubilades, 25 estaven estudiant i 21 estaven classificades com a «altres inactius».

### Ingressos
El 2009 a Omerville hi havia 117 unitats fiscals que integraven 307 persones, la mediana anual d'ingressos fiscals per persona era de 19.904 €.

### Activitats econòmiques
Dels 12 establiments que hi havia el 2007, 1 era d'una empresa de fabricació d'altres productes industrials, 4 d'empreses de construcció, 2 d'empreses de comerç i reparació d'automòbils, 1 d'una empresa de transport i 4 d'empreses de serveis.
Dels 3 establiments de servei als particulars que hi havia el 2009, 1 era un paleta, 1 guixaire pintor i 1 electricista.
L'any 2000 a Omerville hi havia 4 explotacions agrícoles que ocupaven un total de 620 hectàrees.

## Equipaments sanitaris i escolars
El 2009 hi havia una escola elemental.

## Poblacions més properes
El següent diagrama mostra les poblacions més properes.